# La granja VIP (Chile)
La granja VIP fue un reality show chileno, emitido por Canal 13 en 2005. Consistía en la segunda versión del reality La granja, en la cual sus participantes eran principalmente personajes de la farándula y el deporte.
El programa fue estrenado el 10 de mayo con 10 participantes «famosos», a los que se sumaron 4 «desconocidos» durante la mañana siguiente. Tras algunas semanas, ingresaron dos nuevos participantes. La granja VIP duró 92 días, siendo grabadas más de 2200 horas ininterrumpidamente y transmitidos 66 episodios, con una audiencia promedio de 31,2 puntos (equivalentes a más de 800 mil personas en las principales ciudades del país en horarios sobre las 0:00), alcanzando el segundo lugar histórico de ráting promedio en la historia de los programas de este tipo (tras los 33 puntos de Protagonistas de la fama).[cita requerida]
La canción principal llamada «Madre Tierra» fue interpretada por el cantautor Joe Vasconcellos.

## Participantes
| Participante                                                 | Edad | Equipo       | Resultado final                       | Resultado anterior                   | Estadía |
| ------------------------------------------------------------ | ---- | ------------ | ------------------------------------- | ------------------------------------ | ------- |
| Javier Estrada Cantante                                      | 28   | Individuales | Ganador de La granja VIP              | 5.º eliminado En duelo de fuerza     | 82 días |
| Gabriel "Coca" Mendoza Futbolista retirado, ex-1810          | 36   | Individuales | 2.º lugar de La granja VIP            |                                      | 92 días |
| María Victoria "Vicky" Lissidini Modelo, Profesora de inglés | 20   | Individuales | 3.er lugar de La granja VIP           |                                      | 50 días |
| Verónica Roberts Olcay Ex-Miss Mundo Chile                   | 22   | Individuales | 4.to lugar de La Granja VIP           |                                      | 91 días |
| Patricio Laguna Modelo, político                             | 28   | Individuales | 12.º eliminado En duelo de fuerza     |                                      | 84 días |
| Marisela Santibáñez Actriz, locutora de radio                | 30   | Individuales | 11.ª eliminada En duelo de habilidad  |                                      | 35 días |
| Carolina 'Elektra' Lagos DJ                                  | 27   | Individuales | 10.ª eliminada En duelo de equilibrio |                                      | 70 días |
| Pablo Schilling Atleta, modelo                               | 21   | Azul         | 9.º eliminado En duelo de habilidad   |                                      | 63 días |
| Santiago Sánchez Profesor de educación física                | 31   | Azul         | 8.º eliminado En duelo de hablidad    |                                      | 56 días |
| Cathy Barriga Bailarina, ex-chica Mekano                     | 32   | Azul         | 7.ª eliminada En duelo de fuerza      |                                      | 49 días |
| Hernán Hevia Actor                                           | 35   | Naranja      | 6.º eliminado En duelo de habilidad   |                                      | 42 días |
| Cristián Jara "DJ Black" DJ                                  | 35   | Naranja      | Expulsado Por transgredir las reglas  |                                      | 25 días |
| Pamela Díaz Modelo, ex-chica Mekano                          | 24   | Verde        | 4.ª eliminada En duelo de habilidad   | 1.ª eliminada En duelo de equilibrio | 14 días |
| Victoria Leonenko Profesora de inglés                        | 24   | Verde        | 3.ª eliminada En duelo de habilidad   |                                      | 21 días |
| Sandra O'Ryan Actriz                                         | 42   | Verde        | Abandona Por motivos personales       |                                      | 16 días |
| Ana María "Zapallito italiano" Muñoz Bailarina               | 29   | Naranja      | 2.ª eliminada En duelo de equilibrio  |                                      | 14 días |

1. ↑  Después de haber sido eliminado el día 35, Javier reingresa 45, en reemplazo de Cristián.
2. ↑  Después de haber sido eliminada el día 7, Pamela reingresa el día 22, en reemplazo de Sandra.

- Semana 1 - 6:

     Participante equipo Verde.
     Participante equipo Naranja.
- Semana 7 - 9:

     Participante equipo Rojo.
     Participante equipo Azul.
- Semana 10 - 14

     Participante individual.

## Audiencia
| Horario              | # Eps. | Estreno            | Estreno         | Final                | Final           | Posición | Temporada | Muy Alto |
| Horario              | # Eps. | Data               | Primer capítulo | Data                 | Último capítulo | Posición | Temporada | Muy Alto |
| -------------------- | ------ | ------------------ | --------------- | -------------------- | --------------- | -------- | --------- | -------- |
| Lunes - Jueves 22:00 | 66     | 10 de mayo de 2005 | 40,2            | 11 de agosto de 2005 | 49,4            | 1        | 2005      | 31,2     |

## Fases de la competencia

### Grupales
| Semanas:     | 1 - 6                    | 1 - 6                                |  | 7 - 9                    | 7 - 9                    |
| Equipos:     | Equipo Verde             | Equipo Naranja                       |  | Equipo Rojo              | Equipo Azul              |
| Integrantes: | Carolina "Elektra" Lagos | Ana María "Zapallito italiano" Muñoz |  | Carolina "Elektra" Lagos | Catherine Barriga        |
| Integrantes: | Catherine Barriga        | Cristián "Black" Jara                |  | Gabriel "Coca" Mendoza   | María Victoria Lissidini |
| Integrantes: | Gabriel "Coca" Mendoza   | Hernán Hevia                         |  | Javier Estrada           | Pablo Schilling          |
| Integrantes: | Pablo Schilling          | Javier Estrada                       |  | Marisela Santibáñez      | Santiago Sánchez         |
| Integrantes: | Patricio Laguna          | Pamela Díaz                          |  | Patricio Laguna          | Verónica Roberts         |
| Integrantes: | Sandra O'Ryan            | Santiago Sánchez                     |  |                          |                          |
| Integrantes: | Victoria Leonenko        | Verónica Roberts                     |  |                          |                          |
| Integrantes: | Pamela Díaz              |                                      |  |                          |                          |

### Individuales
| Semanas:       | 10 - 14                  | 10 - 14   | 10 - 14                  | 10 - 14 | 10 - 14                | 10 - 14 | 10 - 14        |
| -------------- | ------------------------ | --------- | ------------------------ | ------- | ---------------------- | ------- | -------------- |
| Instancia:     | Individuales             |           | Final                    | Final   | Final                  | Final   | Final          |
| Instancia:     | Individuales             | Semifinal |                          | Final   |                        | Ganador |                |
| Participantes: | Carolina "Elektra" Lagos |           | Gabriel "Coca" Mendoza   |         | Gabriel "Coca" Mendoza |         | Javier Estrada |
| Participantes: | Gabriel "Coca" Mendoza   |           | Javier Estrada           |         | Javier Estrada         |         |                |
| Participantes: | Javier Estrada           |           | María Victoria Lissidini |         |                        |         |                |
| Participantes: | María Victoria Lissidini |           |                          |         |                        |         |                |
| Participantes: | Marisela Santibáñez      |           |                          |         |                        |         |                |
| Participantes: | Patricio Laguna          |           |                          |         |                        |         |                |
| Participantes: | Verónica Roberts         |           |                          |         |                        |         |                |

1. ↑  Vicky ingresa a la competencia en la semana 7.
2. ↑  Javier fue el 5º eliminado, pero volvió a la competencia en la 7º semana como el suplente de Black.
3. ↑  Marisela ingresa a la competencia ne la semana 7.
4. ↑  Pamela fue la 1º eliminada, pero volvió a la competencia en la 4º semana como la suplente de Sandra (ingresó al equipo Verde, no al Naranja).

## Concurso
| Capataz:          | Patricio            | Coca                | Catherine        | Verónica             | Santiago         | Pablo              | Santiago             | Javier             | Patricio        | Marisela           | Vicky          | Verónica         | Javier             | NO           | NO             |  |  |  |  |  |  |  |
|                   |                     |                     |                  |                      |                  |                    |                      |                    |                 |                    |                |                  |                    |              |                |  |  |  |  |  |  |  |
| Inmune:           | Equipo Verde        | Equipo Verde        | Equipo Naranja   | Equipo Naranja       | Equipo Verde     | Equipo Verde       | Equipo Rojo          | Equipo Rojo        | Equipo Rojo     | Javier             | Patricio       | Coca             | Vicky              | NO           | NO             |  |  |  |  |  |  |  |
|                   |                     |                     |                  |                      |                  |                    |                      |                    |                 |                    |                |                  |                    |              |                |  |  |  |  |  |  |  |
| Javier            | Zapallito           | Verónica            | Elektra          | Patricio             | Verónica         |                    | Pablo                | Pablo              | Pablo           | Patricio           | Coca           | Vicky            | Verónica           | -            | Ganador        |  |  |  |  |  |  |  |
| Coca              | Verónica            | Santiago            | Pablo            | Catherine            | Javier           | Santiago           | Catherine            | Santiago           | Pablo           | Vicky              | Verónica       | Verónica         | Verónica           | Avanza       | Segundo lugar  |  |  |  |  |  |  |  |
| Vicky             |                     |                     |                  |                      |                  |                    | Catherine            | Santiago           | Verónica        | Patricio           | Coca           | Javier           | Javier             | Tercer lugar |                |  |  |  |  |  |  |  |
| Verónica          | Santiago            | Santiago            | Elektra          | Pablo                | Javier           | Santiago           | Pablo                | Vicky              | Pablo           | Patricio           | Coca           | Javier           | Javier             |              |                |  |  |  |  |  |  |  |
| Patricio          | Santiago            | Santiago            | Pablo            | Catherine            | Javier           | Santiago           | Catherine            | Santiago           | Pablo           | Vicky              | Verónica       | Verónica         |                    |              |                |  |  |  |  |  |  |  |
| Marisela          |                     |                     |                  |                      |                  |                    | Catherine            | Santiago           | Pablo           | Patricio           | Verónica       |                  |                    |              |                |  |  |  |  |  |  |  |
| Elektra           | Verónica            | Santiago            | Pablo            | Catherine            | Javier           | Santiago           | Catherine            | Santiago           | Pablo           | Marisela           |                |                  |                    |              |                |  |  |  |  |  |  |  |
| Pablo             | Santiago            | Santiago            | Elektra          | Catherine            | Javier           | Santiago           | Catherine            | Vicky              | Verónica        |                    |                |                  |                    |              |                |  |  |  |  |  |  |  |
| Santiago          | Verónica            | Verónica            | Coca             | Pablo                | Verónica         | Verónica           | Catherine            | Vicky              |                 |                    |                |                  |                    |              |                |  |  |  |  |  |  |  |
| Catherine         | Santiago            | Santiago            | Pablo            | Pablo                | Verónica         | Santiago           | Pablo                |                    |                 |                    |                |                  |                    |              |                |  |  |  |  |  |  |  |
| Hernán            | Verónica            | Verónica            | Pablo            | Pablo                | Verónica         | Verónica           |                      |                    |                 |                    |                |                  |                    |              |                |  |  |  |  |  |  |  |
| Black             | Verónica            | Javier              | Pablo            | Catherine            |                  |                    |                      |                    |                 |                    |                |                  |                    |              |                |  |  |  |  |  |  |  |
| Pamela            | Verónica            |                     |                  | Catherine            |                  |                    |                      |                    |                 |                    |                |                  |                    |              |                |  |  |  |  |  |  |  |
| Victoria          | Santiago            | Santiago            | Elektra          |                      |                  |                    |                      |                    |                 |                    |                |                  |                    |              |                |  |  |  |  |  |  |  |
| Sandra            | Santiago            | Hernán              |                  |                      |                  |                    |                      |                    |                 |                    |                |                  |                    |              |                |  |  |  |  |  |  |  |
| Zapallito         | Santiago            | Black               |                  |                      |                  |                    |                      |                    |                 |                    |                |                  |                    |              |                |  |  |  |  |  |  |  |
|                   |                     |                     |                  |                      |                  |                    |                      |                    |                 |                    |                |                  |                    |              |                |  |  |  |  |  |  |  |
| Primer nominado:  | Pamela %93.2        | Zapallito %13.5     | Victoria %16.3   | Pamela %             | Hernán %28.9     | Hernán %30.1       | Vicky %11.0          | Verónica %10.3     | Vicky %9.32     | Elektra %          | Marisela %     | Patricio %       | Coca %             | Vicky %      | Coca P%        |  |  |  |  |  |  |  |
| Segundo nominado: | Santiago 7/14 votos | Santiago 7/13 votos | Pablo 6/11 votos | Catherine 6/11 votos | Javier 5/9 votos | Santiago 6/8 votos | Catherine 7/10 votos | Santiago 5/9 votos | Pablo 6/8 votos | Patricio 4/7 votos | Coca 3/6 votos | Javier 2/5 votos | Verónica 2/4 votos | Coca Público | Javier Público |  |  |  |  |  |  |  |
|                   |                     |                     |                  |                      |                  |                    |                      |                    |                 |                    |                |                  |                    |              |                |  |  |  |  |  |  |  |
| Expulsado:        | Pamela              | Zapallito           | Victoria         | Pamela               | Javier           | Hernán             | Catherine            | Santiago           | Pablo           | Elektra            | Marisela       | Patricio         | Verónica           | Vicky        | Coca           |  |  |  |  |  |  |  |

1. ↑  Vicky, al ser capataz, debía desempatar entre Coca y Verónica. Ella eligió a Coca como el segundo nominado
2. ↑  Verónica, al ser capataz, debía desempatar entre ella y Javier. Ella eligió a Javier como el segundo nominado
3. ↑  Javier, al ser capataz, debía desempatar entre él y Verónica. Él eligió a Verónica como la segunda nominada

### Competencia por Equipos
| Coca      | Gana      | Inmune    | Salvado   | Salvado   | Gana      | Gana      | Gana      | Gana      | Gana      |
| Elektra   | Gana      | Gana      | Salvada   | Salvada   | Gana      | Gana      | Gana      | Gana      | Gana      |
| Javier    | Salvado   | Salvado   | Gana      | Gana      | Eliminado |           | Gana      | Inmune    | Gana      |
| Marisela  |           |           |           |           |           |           | Gana      | Gana      | Gana      |
| Patricio  | Inmune    | Gana      | Salvado   | Salvado   | Gana      | Gana      | Gana      | Gana      | Inmune    |
| Verónica  | Salvada   | Salvada   | Gana      | Inmune    | Salvada   | Salvada   | Salvada   | Nominada  | Salvada   |
| Vicky     |           |           |           |           |           |           | Nominada  | Gana      | Nominada  |
| Pablo     | Gana      | Gana      | Nominado  | Salvado   | Gana      | Inmune    | Salvado   | Salvado   | Eliminado |
| Santiago  | Nominado  | Nominado  | Gana      | Gana      | Inmune    | Nominado  | Inmune    | Eliminado |           |
| Catherine | Gana      | Gana      | Inmune    | Nominada  | Gana      | Gana      | Eliminada |           |           |
| Hernán    | Salvado   | Salvado   | Gana      | Gana      | Nominado  | Eliminado |           |           |           |
| Black     | Salvada   | Salvada   | Gana      | Expulsado |           |           |           |           |           |
| Pamela    | Eliminada |           |           | Eliminada |           |           |           |           |           |
| Victoria  | Gana      | Gana      | Eliminada |           |           |           |           |           |           |
| Sandra    | Gana      | Abandona  |           |           |           |           |           |           |           |
| Zapallito | Salvada   | Eliminada |           |           |           |           |           |           |           |

     El participante gana junto a su equipo la semana y es salvado.
     El participante se convierte en Capataz y goza de inmunidad.
     El participante pierde junto a su equipo la semana, pero no es nominado.
     El participante pierde junto a su equipo la semana y es nominado por los participantes
     El participante pierde junto a su equipo la semana y es nominado por el Público
     El participante es nominado, pierde el duelo de eliminación y posteriormente es eliminado de la competencia.
     El participante abandona la competencia.
     El participante es expulsado de la competencia.

### Competencia Individual
| Coca     | Gana      | Nominado  | Inmune    | Nominado  |
| Javier   | Inmune    | Gana      | Nominado  | Capataz   |
| Vicky    | Gana      | Capataz   | Gana      | Inmune    |
| Verónica | Gana      | Gana      | Capataz   | Eliminada |
| Patricio | Gana      | Inmune    | Eliminado |           |
| Marisela | Capataz   | Eliminada |           |           |
| Elektra  | Eliminada |           |           |           |

     El participante saca los lugares siguientes al Inmune.
     El participante Gana la Competencia y queda Inmune.
     El participante se convierte en Capataz.
     El participante pierde la semana y es nominado por los participantes
     El participante pierde la semana y es nominado por el Público
     El participante es nominado, pierde el duelo de eliminación y posteriormente es eliminado de la competencia.

## Resumen competencias

### Equipos
| Semana | Equipo ganador | Equipo perdedor | Nominado por Publico | Nominado por Participantes | Tipo de duelo | Eliminado |
| 1      | Verde          | Naranjo         | Pamela               | Santiago                   | Equilibrio    | Pamela    |
| 2      | Verde          | Naranjo         | Zapallito            | Santiago                   | Equilibrio    | Zapallito |
| 3      | Naranja        | Verde           | Victoria             | Pablo                      | Habilidad     | Victoria  |
| 4      | Naranjo        | Verde           | Pamela               | Catherine                  | Habilidad     | Pamela    |
| 5      | Verde          | Naranjo         | Hernán               | Javier                     | Fuerza        | Javier    |
| 6      | Verde          | Naranjo         | Hernán               | Santiago                   | Habilidad     | Hernán    |
| 7      | Rojo           | Azul            | Maria Victoria       | Catherine                  | Fuerza        | Catherine |
| 8      | Rojo           | Azul            | Verónica             | Santiago                   | Habilidad     | Santiago  |
| 9      | Rojo           | Azul            | Maria Victoria       | Pablo                      | Habilidad     | Pablo     |

### Individuales
| Ganador Competencia | Nominado perdedor | Nominado Consejo | Tipo de duelo | Eliminado      |
| Javier              | "Elektra"         | Patricio         | Equilibrio    | "Elektra"      |
| Patricio            | Marisela          | Gabriel          | Habilidad     | Marisela       |
| Gabriel             | Patricio          | Javier           | Fuerza        | Patricio       |
| Maria Victoria      | Gabriel           | Verónica         | Equilibrio    | Verónica       |
| Gran Final          | Maria Victoria    | Gabriel          | Habilidad     | Maria Victoria |
| Gran Final          | Gabriel           | Javier           | Fuerza        | Gabriel        |

## Competencias

### En equipo
- 1.ª Competencia: Debían transportar fardos hasta ua estructura alta, y luego hacer contrapeso en una estructura con canastos.

- 2.ª Competencia: Todos los integrantes del equipo debían ir amarrados a una tabla, de modo que debían coordinarse para llegar a una bandera, quien primero lo lograse era el equipo ganador.

- 3.ª Competencia: Uno por uno los integrantes del equipo debían sortear algunos obstáculos, para así llegar a un lugar dónde excavar y extraer unos tótems, luego llevarlos al punto de partida y armarlos.

- 4.ª Competencia: Los participantes debían cargar dos baldes, llenarlos con agua, y vertirlos en una barril, hasta que lograran hacer contrapeso en una balanza.

- 5.ª Competencia: Todo el equipo debía empujar un palo para lograr que el equipo contrario cayera al barro.

- 6.ª Competencia: Cada equipo debía encontrar 5 frutas en un laberinto.

- 7.ª Competencia: todo el equipo debía cruzar sobre una piscina de barro, al pasar y llegar el últimno integrante al otro lado debía tocar una campana.

- 8.ª Competencia: tirarse en una arnés llevando un saco y encestarlo en un barril.

- 9.ª Competencia: armar un puente de palos, llegar al otro lado, abrir una puerta con una palo y prender una antorcha.

### Individuales
- 10.ª Competencia: Debían balancearse en un columpio sin usar pies o manos, y sin tocar el suelo, y transportar tres platos desde palos del frente hasta otros que estaban atrás.

- 11.ª Competencia: Debían clavar en una estructura palos para hacer un puente, al llegar al otro lado alcanzar un mazo con una caña y tocar un Gong.

- 12.ª Competencia: Debían cruzar un tranque es una estructura llevando 3 figuras geométricas y llegar al otro lado hasta una base con los moldes de las figuras geométricas las cuales no todas eran iguales; si no encajaban debían volver a buscar sacos con otras hasta que lo lograsen.

- 13.ª Competencia: Debían ir subiendo por una estructura que estaba dividivida en 6 pisos, de modo que para pasar al piso siguiente había que abrir un candado con un manojo de llaves, al pasar los seis pisos, en la cima de la esrtuctura había una bandera, con la cual debían bajar y ponerla en un palo.

## Duelos
- 1.er Duelo: debían hacer equilibrio sobre un palo parados sobre un pie con palo cruzando su espalda afirmado por sus brazos, quien primero cayera era el perdedor.

- 2º Duelo: Debían pasar por unos palos colgantes llegar al otro lado, tomar una fruta y llevarla a la partida, quien primero transportase las 5 frutas era el triunfador.

- 3.er Duelo: Debían librarse de una jaula hecha por cuerdas, al llegar al final de la cuerda sacar una llave abrir la estructura y salir de ella.

- 4º Duelo: Debían cruzar una túnel de barro, quitando éste de cualquier forma, una vez al otro lado debían tocar una campana.

- 5º Duelo: Sostener dos barriles de leche el mayor tiempo posible.

- 6º Duelo: Debían prender cuatro antorchas empujando un palo que era parte de una rueda, impidiendo que el contrincante lograra su objetivo.

- 7º Duelo: atados de la cadera a un saco con un peso específico, debían alcanzar 5 cajar abrirlas y sacar pelotas que había dentro de ellas, y ponerlasa sobre un plata.

- 8º Duelo: Debían llevar dos argollas por un fierro, sin que ninguna de las dos cosas tuvieran contacto, en un trayecto de ida y de vuelta.

- 9º Duelo: Debían llevar en un laberinto pequeño (tipo flipper) 4 bolas de acero hasta llegar un canal esquivando hoyos.

- 10º Duelo: Debían tomar cuatro banderas que se encontraban en la cintura del contrincante, manteniendo el equilibrio sobre unos palos y escapando del oponente, el que se caía 5 veces se le quitaba una bandera.

- 11º Duelo: debían poner 4 pelotas en una canaleta vertical por medio de un columpioi tirado por dos cuerdas.

- 12º Duelo: Debían llevar un saco en los pies, colgándose de un pasamano hasta llegar al otro extremo y abrir el saco, sacar el contenido(tierra), y echarla a un balde hasta lograr hacer contrapeso.

- 13º Duelo: Debían pararse sobre unos palos, esquivando unos palos de una estructura que estaba en constante giro, haciendo equilibrio, quien cayese 5 veces, perdía.

- 14º Duelo: debían ir por un pasillo estrecho sacando todas las estacas que hubiesen en el buscando 3 que tuviesen cruces, el primero que saliese y colocase las estacas en un tronco ganaba.

- 15º Duelo: Debían cruzar una estructura que estaba repleta de elásticos(tipo telaraña), al llegar al lado contrario debía tomar un mazo y volver a cruzarlo de vuelta, llegar al otro lado subir una escalera y golpear una campana.

- Duelo por reingreso: debían llevar argollas por un palo vertical, esquivando otros palos que estaban cruzados.

### Polémicas
La categoría de VIP utilizado en el nombre fue la primera de una lista de polémicas suscitadas durante la realización del reality show, debido a que el público no consideraba "tan VIP" a quienes conformaron la competencia.
La eliminación de Pamela Díaz, la mejor pagada en el programa, a la primera semana, obligó a que el canal la reintegrara tras la deserción voluntaria de la actriz Sandra O'Ryan. Sin embargo, Pamela fue eliminada nuevamente por Cathy Barriga, una de las más populares participantes. En su paso por La granja VIP, Pamela se convirtió en amiga de dj Black, el cual, para evitar la eliminación de su compañera a manos de Cathy, le entregó un medicamento, posiblemente un antiinflamatorio o un relajante muscular, para evitar que ella ganara El duelo. Sin embargo, tras su victoria sobre Díaz, Cathy denunció la situación y Black fue expulsado del programa, paradójicamente, le fue anunciado por su colega radial en Rock & Pop, y animador de La Granja, Sergio Lagos. Muchas personas no creyeron la versión oficial difundida por Canal 13 y aseguraron que todo era un montaje realizado por éste.
Otra polémica suscitó el proceso de repechaje y reingreso del programa para los participantes eliminados. Durante la 7º semana de competencia, Javier obtuvo el 99,8% de los votos del público y fue seleccionado para reingresar. Canal 13 decidió, además, completar los espacios dejados por Sandra y Black con dos nuevos integrantes más un integrante de los eliminados de La granja VIP: la actriz Marisela Santibáñez y un integrante de "La granja" (primera temporada), elegido por votación popular. El público eligió por mayoría a Álex Gerhard, finalista de la primera temporada. Sin embargo, la producción del programa realizó una votación entre los participantes de La Granja VIP para elegir entre las dos mayorías: Gerhard y la uruguaya María Victoria Lissidini. Para evitar a un rival peligroso, Vicky fue elegida mayoritariamente y Álex debió regresar a Santiago. Estos sucesos provocaron rechazo en gran parte de la teleaudencia debido a que se consideró que Canal 13 había realizado "publicidad engañosa". Se presentó una demanda a la estación televisiva por este concepto, la que fue ganada por Álex.

### Final
La final fue realizada el 12 de agosto, en el Teatro Caupolicán en vivo desde las 22:00 (UTC-4). Los tres finalistas fueron el español Javier Estrada, el futbolista chileno Gabriel "Coca" Mendoza y la uruguaya María Victoria Lissidini.
Al igual que en la final de la primera temporada, el público elegía al primer finalista. Javier, el favorito del público, recibió el 45% de los votos. Mientras que Victoria obtuvo el 30%, por lo que ella y Coca debieron enfrentarse en un duelo previo para definir al último finalista.
En una estructura de medio metro y un largo aproximado de 7 metros, había clavadas más de cien estacas. Los participantes debían introducirse en la estructura, retirar todas las estacas y encontrar tres que estuvieran marcadas con una cruz. Luego de una ventaja de la uruguaya, el futbolista la alcanzó y terminó la prueba clasificando para el Duelo final.
Javier y Coca debieron decidir al ganador de los 50 millones de pesos en un duelo efectuado en una enorme estructura en la que se entrecruzaban cientos de miles de elásticos que semejaban una densa capa de telas de araña. Los participantes debían cruzar esta "tela de araña" de ida y de vuelta, sin antes recoger un bastón o palo, para luego de cruzar nuevamente la estructura, subir por una escalera sobre este, y golpear una campana. Javier comenzó con una ventaja, pero quedó completamente enredado al medio de la estructura, lo que permitió que Coca pudiese atravesar la red por primera vez y comenzar el regreso con el palo. Luego de varios minutos enredado, el español logró soltarse y terminar la primera parte de la etapa. Mientras Coca ya se encontraba a la mitad de camino, Javier logró introducirse rápidamente y sobrepasar al futbolista colocolino, terminando el recorrido y lograr subir la estructura para tocar la campana que lo coronó como ganador del reality show en medio de la euforia popular. "Coca" Mendoza recibió un premio de 10 millones de pesos y Victoria la posibilidad de estudiar cualquier carrera en el Instituto Profesional DuocUC de forma gratuita.
Al teatro asistieron más de 4.500 personas, mientras el programa fue visto por más de 1.461.850 personas (equivalentes a 68 puntos de ráting) y un peak de 71 puntos durante el Duelo Final, según datos entregados por Time-Ibope, se convirtió en el programa televisivo más visto del año 2005.

### Participantes
- Sitio oficial de Patricio Laguna, participante de La granja VIP

| Predecesor: La Granja (reality) | Reality Show de Canal 13 2005 | Sucesor: Granjeras |

- Datos: Q16588251